# Candy Lo
Candy Lo es una actriz y cantautora hongkonesa. Ella ha lanzado nueve álbumes de estudio, más de cuarenta singles, dos compilaciones, un álbum en vivo y un EP con el sello Sony Music hasta la fecha. El 11 de junio, lanzó su primer EP con una nueva etiqueta llamada WOW Music.

## Carrera
Antes de darse a conocer como una cantante solista, Candy Lo fue la vocalista de una banda de rock llamado Black & Blue. Además ella misma escribió temas musicales para la banda, de su propia autoría.
En 1998 Candy Lo firmó contrato con Sony Music, iniciando así su carrera musical en solitario. Su primer lanzamiento bajo el sello Sony, lanzó su primer EP titulado Bat Seui Yiu...Yun Mei Dak Ho Pa (不需要...完美得可怕; Unnecessary To Want...Perfect Can Be Terrible). Para este disco ganó el premio Golden ese mismo año. Aunque siempre ha manteniendo su estilo musical en el género rock de su banda anterior de Black & Blue. En 1998 Candy lanzó su segundo disco titulado "Miao", cuyo título hace una referencia al amor que Candy tiene hacia los animales como los gatos. Este álbum no vendió tantas copias como se esperaba. El productor Kubert Leung, culpó al público, por no tener en cuenta el concepto de este álbum.
Su tercer álbum titulado Tip Gan Lou Haau Yam (貼近盧巧音; Get Close To Candy Lo), fue lanzado en 1999, lo cual se distingue de la música comercial añadiendo bajo el acompañamiento de una orquesta filarmónica con una mezcla de rock y pop.
En el 2000, Candy Lo tuvo 2 registros,  Sik Fong (色放; Colour Release) y Muse.

## Discografía

### Álbumes
- Bat Seui Yiu... Yun Mei Dak Ho Pa (不需要...完美得可怕; Unnecessary to Want... Perfect Can Be Terrible) (1998)
- Miao... (1998)
- Tip Gan Lou Haau Yam (貼近盧巧音; Get Close To Candy Lo) (1999)
- Sik Fong (色放; Color Release) (2000)
- MUSE (2000)
- Fantasy (2001)
- Seung Mei Yan Gaan (賞味人間; Appreciate the Taste of Life) (2002)
- Tong Gwo Hong Hung (糖果航空; Candy's Airline) (2003)
- Fa Yin Haau Yu (花言.巧語; Flower Talk) (2003)
- Tin Yin Leun (天演論; Evolution Theory) (2005)
- Process (2007)
- L (2008)

### Compilaciones
- Hei Fun Lyun Oi (喜歡戀愛; Like To Love) (2001)
- 4 Seasons in One Day (2004)

### Álbumes en vivo
- True Music 1st Flight Live 2003 (2003)

## Filmografía
- Punished (2011)
- Split Second Murders (2009)
- Happy Funeral (2008)
- House of Mahjong (2007)[1]
- Fear Factors (2007)
- The Wife from Hell (妻骨未寒) (2006)
- Feel It, Say It (談談情, 說說性) (2006)
- Half Twin (半边灵) (2006)
- Cocktail (半醉人間) (2006)
- The Heavenly Kings (四大天王) (2006)
- Teacher in University (高校教師) (2005)
- Bug Me Not! (虫不知 ) (2005)
- Six Strong Guys (六壯士) (2004)
- Herbal Tea (男上女下) (2004)
- Men Suddenly in Black (大丈夫) (2003)
- Truth or Dare: 6th Floor Rear Flat (六樓後座) (2003)
- Summer I Love You (好心相愛) (2002)
- If You Care... (賤精先生) (2002)
- The Eye (見鬼) (2002)
- Tiramisu (恋愛行星) (2002)
- Happy Family (風流家族) (2002)
- Marry a Rich Man (嫁個有錢人) (2002)
- No Problem 2 (沒問題2) (2002)
- Funeral March (常在我心) (2001)
- Time And Tide (順流逆流) (2000)
- Twelve Nights (十二夜) (2000)
- What is a Good Teacher (自從他来了) (2000)